# Knapp (Wisconsin)
Knapp – wieś w Stanach Zjednoczonych, w stanie Wisconsin, w hrabstwie Dunn.